# Gezelligheid

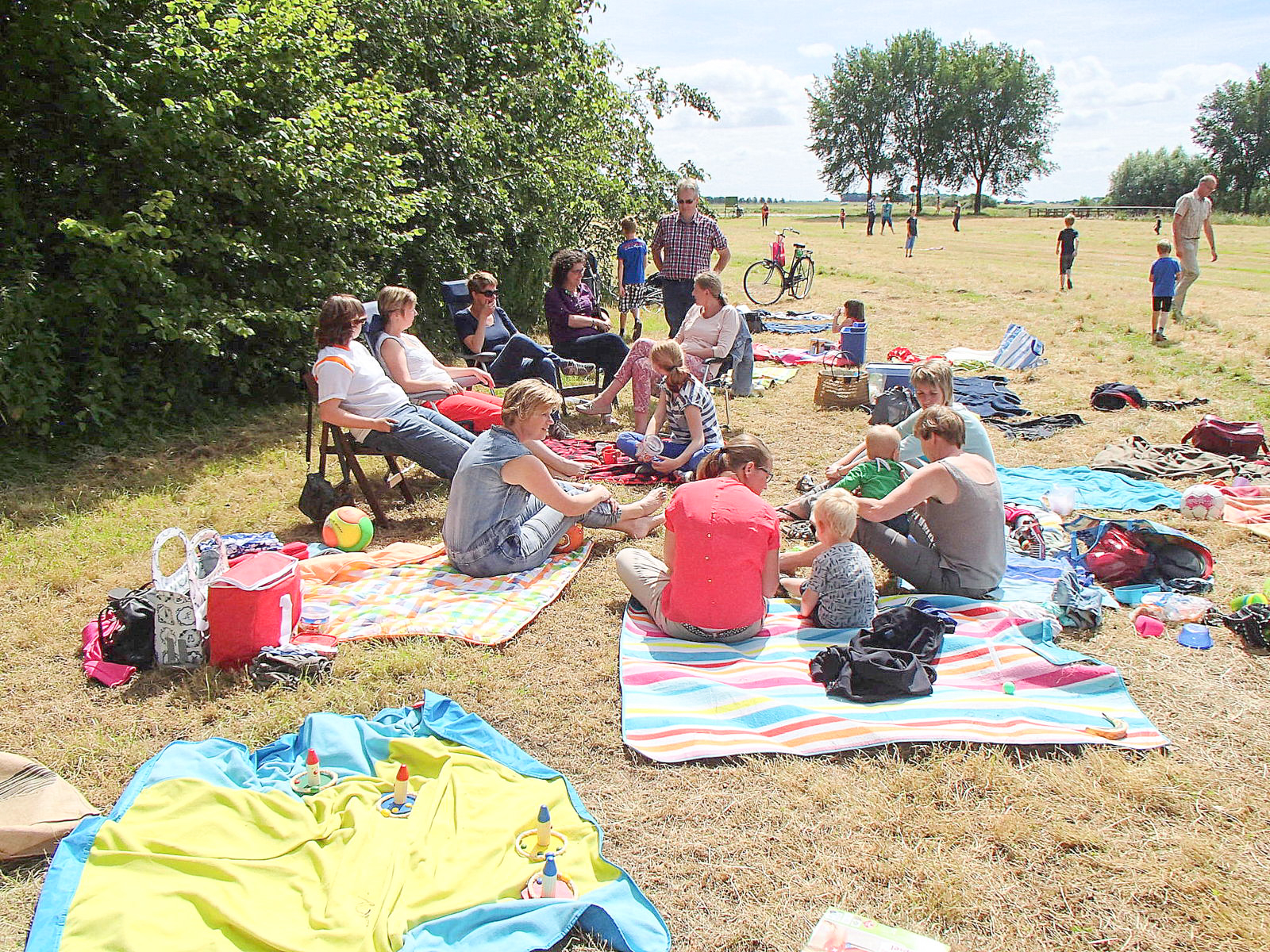
Un picnic in campagna, tipica attività gezellig

Gezelligheid (AFI: [ɣəˈzɛləxɛit]; ) è un termine olandese che può essere tradotto in italiano come "convivialità", "atmosfera accogliente" o "buon umore", a seconda del contesto. Viene spesso associato all'essere in buona compagnia di altre persone. Può anche indicare un senso di appartenenza, il tempo trascorso con persone care, un incontro con un vecchio amico o semplicemente il senso generale dello stare insieme che dà alle persone una sensazione di calore. Tuttavia, può anche riferirsi all'arredamento o all'aspetto di un luogo che trasmette emozioni piacevoli.
Un tratto comune a tutte le descrizioni di gezelligheid è una sensazione generale e soggettiva di benessere individuale che spesso si condivide con gli altri. Tutte le descrizioni implicano un'atmosfera positiva che influenza in modo favorevole l'esperienza personale e che in un modo o nell'altro corrisponde ai contesti sociali.
Essendo una nozione vaga e astratta, il termine è considerato un esempio di intraducibilità ed è adattabile all'italiano solo in base al contesto. Alcuni ritengono che la parola racchiuda il cuore della cultura olandese.

## Etimologia
La parola deriva dal termine olandese "gezel," che significa "compagno" o "amico". Durante il Medioevo, "gezel" aveva il significato di "garzone", che nel sistema olandese delle gilde faceva parte di un gruppo sotto la guida di un maestro artigiano; da qui il significato aggiuntivo di "appartenenza".

## Uso
Ecco alcuni esempi di contesti tipici in cui si parla spesso di "gezelligheid":
- Bere un caffè insieme ai vicini di casa
- Visitare un bar o un caffè
- Sedersi attorno a un falò o accanto al caminetto
- Fare visita ai genitori o ai nonni
- Partecipare a giochi da tavolo
- Guardare il tramonto
- Sedersi a tavola e chiacchierare
- Organizzare un picnic
- Organizzare una grigliata
- Partecipare a una festa

"Gezelligheid" è effettivamente considerato un termine tipicamente olandese, ma il concetto di un'atmosfera accogliente e amichevole è presente in diverse culture e lingue, sebbene possa non avere una parola specifica per descriverlo.
- In tedesco, il termine "Gemütlichkeit" (gemoedelijkheid in olandese) è simile e viene usato per indicare un'atmosfera accogliente, anche se con alcune sfumature di significato leggermente diverse.
- In danese, l'aggettivo "hyggelig" è usato per descrivere un ambiente confortevole e piacevole. Inoltre, c'è il verbo riflessivo "at hygge sig" che si riferisce a creare un'atmosfera accogliente o a divertirsi.
- In inglese, il termine "cosy" (accogliente) è usato per riferirsi a un ambiente confortevole, ma potrebbe non catturare completamente il senso di condivisione sociale di "gezelligheid". L'espressione "cosy in company" è più vicina al significato olandese.
- In francese, il termine "convivialité" è usato per descrivere un piacevole incontro o un'atmosfera amichevole, specialmente a tavola.
- Lo svedese utilizza un termine il cui concetto è molto simile: "mysig", un'atmosfera piacevole e calda di condivisione in un ambiente piacevole.
- La parola creola di Capo Verde "morabeza" viene utilizzata per descrivere l'ospitalità del popolo di Capo Verde, caratterizzata da un comportamento informale, rilassato e amichevole.
- La parola portoghese "aconchego", tradotta più spesso come coccole, abbracci o comfort, può avere un significato simile a "gezelligheid" in quanto può riferirsi a mobili, ambienti, tipi di cibo, situazioni sociali e al tempo atmosferico, evocando idee di accoglienza, comfort rustico, calore, vicinanza, intimità, condivisione e ospitalità.

Il fatto che "gezelligheid" sia stato considerato uno dei termini più difficili da tradurre al mondo in un sondaggio britannico del 2004 sottolinea la sua specificità culturale e la ricchezza del concetto. È un concetto che rappresenta una parte significativa della cultura olandese e si collega alle relazioni sociali, all'intimità e al benessere condiviso.